# Neurogene Blase
Neurogene Blase bezeichnet eine Sonderform der Blasenentleerungsstörung aufgrund einer Störung der Nervenversorgung (neurogen) der Harnblase und/oder des Zusammenspiels von Muskelkontraktion der Blasenwand und Erschlaffung des Blasensphinkters.
In der Regel liegt eine Rückenmarksschädigung, seltener eine Schädigung des Nervengeflechtes vor dem Kreuzbein (Plexus lumbosacralis) zugrunde.

## Verbreitung
Angeboren findet sich die Erkrankung z. B. bei Meningomyelozelen.
Die Häufigkeit erworbener neurogener Harnblasenstörung nimmt mit dem Alter zu, bei Frauen stärker als bei Männern.

## Pathologie
Je nach Ort der zugrundeliegenden Schädigung kann unterschieden werden:
- oberhalb des Hirnstammes:
  - Überaktivität des Detrusors
  - Detrusor-Sphinkter-Dyssynergie
  - erhaltene Kontrolle über die Entleerung
- unterhalb von Th6:
  - akut: spinaler Schock und Atonie
  - Hyperreflexie mit Detrusor-Sphinkterdyssynergie
- oberhalb Th6 zusätzlich Sphinkterdyssynergie
- Kreuzbein oder Plexus lumbosacralis:
  - Verminderte Aktivität des Detrusors
  - erhöhtes Blasenvolumen
  - variable Restaktivität des Sphinkters ohne Dyssynergie

## Ursachen
Als Ursache kommen alle Erkrankungen infrage, die die motorische und sensorische Nervenversorgung von Blase und Schließmuskel betreffen.
- Fehlbildungen am Rückenmark wie Neuralrohrdefekte, Syringomyelie, Kaudales Regressionssyndrom
- Rückenmarksverletzung
- Bandscheibenvorfall
- Poliomyelitis
- Hirntumoren
- Erkrankung des Peripheren Nervensystems z. B. bei Diabetes mellitus, Alkoholismus oder Vitamin B12 Mangel
- Neoplasien wie Neuroblastom oder Steißbeinteratom
- als Komplikation nach Operationen wie Analatresie, Verschluss einer Spina bifida

## Klinische Erscheinungen
Für Patient und Pflege relevant ist die Kontinenz,
zur Vermeidung von Komplikationen wesentlich ist eine Unterscheidung in
- erhöhten Blasendruck mit der Gefahr eines vesikorenalen Refluxes bei Ausbildung einer Balkenblase
- schlaffer Sphinkter mit Harnträufeln
- schlaffe Harnblase (Überlaufblase) mit Risiko rezidivierender Harnwegsinfekte

## Diagnose

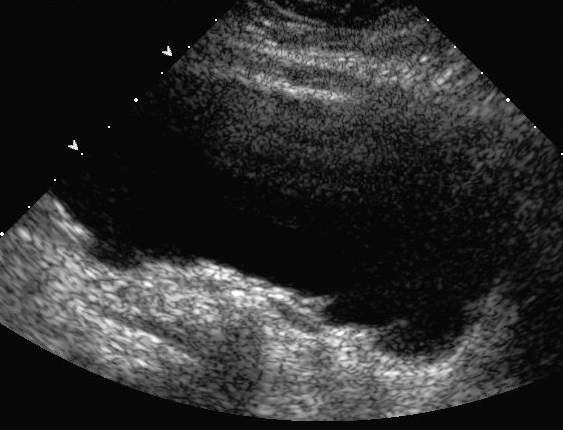
Ultraschall-Längsschnitt durch eine Harnblase mit Trabekulierung bei Neurogener Blase

Ein wichtiges Zeichen in der Bildgebung ist die Blasenwandverdickung, insbesondere eine Trabekulierung (unregelmäßige Zähnelung) der Wand.
Zur weiteren Abklärung stehen sonografische Restharnbestimmung, Urodynamische Untersuchungen, MCU zur Verfügung.

## Differentialdiagnose
Abzugrenzen sind:
Überaktive Blase, Dysfunktionale Miktion, Benigne Prostatahyperplasie, Harnblasentumoren, Harnblasensteine, Infektionen wie akute Zystitis.

## Therapie
Die Behandlung besteht in täglich mehrfacher Entleerung der Harnblase mit einem Einmalkatheter, um Komplikationen wie Nierenschädigung durch Reflux und Harnwegsinfekte zu vermeiden. Auch eine Botox-Injektion stellt zumindest für einen Teil der Patienten eine mögliche Therapie dar.